# SkyWorld
SkyWorld – piąty album studyjny amerykańskiej wytwórni Two Steps from Hell, wydany 25 października 2012.

## Lista utworów
Źródło: Discogs
| Nr  | Tytuł                        | Długość |
| --- | ---------------------------- | ------- |
| 1.  | „All Is Hell That Ends Well” | 3:53    |
| 2.  | „Titan Dream”                | 4:04    |
| 3.  | „SkyWorld”                   | 3:12    |
| 4.  | „El Dorado”                  | 4:14    |
| 5.  | „The End Is the Beginning”   | 4:15    |
| 6.  | „All the Kings Horses”       | 2:06    |
| 7.  | „Realm of Power”             | 3:55    |
| 8.  | „Winterspell”                | 3:20    |
| 9.  | „Blackheart”                 | 4:27    |
| 10. | „Juggernaut”                 | 2:34    |
| 11. | „Dark Ages”                  | 3:25    |
| 12. | „Our Last Hope”              | 3:57    |
| 13. | „Icarus”                     | 2:53    |
| 14. | „For the Win”                | 2:12    |
| 15. | „Sun & Moon”                 | 4:22    |
| 16. | „Big Sky”                    | 4:08    |
| 17. | „Starfleet”                  | 3:22    |
| 18. | „Queen of Crows”             | 2:43    |
| 19. | „Blizzard”                   | 2:53    |
| 20. | „Breathe”                    | 2:56    |
| 21. | „Back to Earth”              | 4:24    |
| 22. | „Ocean Kingdom”              | 2:20    |

## Notowania na listach przebojów
| Kraj              | Lista              | Najwyższa pozycja |
| ----------------- | ------------------ | ----------------- |
| Stany Zjednoczone | Classical Albums   | 10                |
| Stany Zjednoczone | Heatseekers Albums | 19                |